# Грег Уинтър
Грегъри Пол Уинтър (на английски: Gregory Paul Winter) е английски биохимик.
Роден е на 14 април 1951 година в Лестър. Завършва природни науки в Кеймбриджкия университет, където през 1977 година защитава и докторат. Работи в Лабораторията по молекулярна биология при университета. Известен е със създаването на технологии, използващи фагов дисплей, за терапевтичното прилагане на моноклонални антитела при хората.
През 2018 година получава Нобелова награда за химия, заедно с Франсис Арнолд и Джордж Смит.